# تورنلی، استرالیای غربی
تورنلی (به انگلیسی: Thornlie) یک منطقهٔ مسکونی در استرالیا است که در استرالیای غربی واقع شده‌است.